# Primor (Fleischunternehmen)
Primor Charcutaria-Prima, S.A., auch Carnes Primor (dt.: Fleisch Primor) oder kurz Primor, ist ein portugiesisches Unternehmen der Fleischproduktion, mit Schwerpunkt auf Schweinefleisch.
Gegründet 1961 in Vila Nova de Famalicão von Joaquim Moreira Pinto, widmete sich das Unternehmen der Herstellung von Wurst. 1967 übernahm Sohn Pedro Pinto die Leitung, und weitete die Produktpalette ab 1971 aus. Eigene Mast- und Schlachtbetriebe kamen hinzu. Ab 1990 wandte sich das Unternehmen auch dem Export zu. Mit Pedro Jorge Pinto übernahm 2006 die dritte Familiengeneration das Unternehmen und erweiterte Primor auch durch weitere Zukäufe im In- und Ausland. Ab 2008 bot das Haus mit Putenbrust erstmals Geflügelprodukte an.
Das Unternehmen ist heute Teil der familieneigenen Holding Joaquim Moreira Pinto Group, mit eigenen Unternehmen in Angola und Spanien, und Präsenzen in 20 Ländern. Primor erwirtschaftet inzwischen 30 % seines Umsatzes im Ausland, davon 10 % in Russland.